# Leon King
Leon Thomson King (Glasgow, 14 gennaio 2004) è un calciatore scozzese, difensore del Queen's Park in prestito dai Rangers.

## Carriera

### Club
Cresciuto nel settore giovanile dei Rangers, ha esordito in prima squadra il 12 maggio 2021, in occasione dell'incontro di Scottish Premiership vinto per 0-3 contro il Livingston.

### Nazionale
Ha rappresentato le nazionali giovanili scozzesi.

## Statistiche

### Presenze e reti nei club
Statistiche aggiornate al 2 maggio 2025.
| Stagione        | Squadra         | Campionato      | Campionato | Campionato | Coppe nazionali | Coppe nazionali | Coppe nazionali | Coppe continentali | Coppe continentali | Coppe continentali | Altre coppe | Altre coppe | Altre coppe | Totale | Totale |
| Stagione        | Squadra         | Comp            | Pres       | Reti       | Comp            | Pres            | Reti            | Comp               | Pres               | Reti               | Comp        | Pres        | Reti        | Pres   | Reti   |
| --------------- | --------------- | --------------- | ---------- | ---------- | --------------- | --------------- | --------------- | ------------------ | ------------------ | ------------------ | ----------- | ----------- | ----------- | ------ | ------ |
| 2020-2021       | Rangers         | SP              | 1          | 0          | CS+CdL          | 0+1             | 0               | UEL                | -                  | -                  |             | -           | -           | 2      | 0      |
| 2021-2022       | Rangers         | SP              | 4          | 0          | CS+CdL          | 2+0             | 0               | UCL+UEL            | 0                  | 0                  |             | -           | -           | 6      | 0      |
| 2022-2023       | Rangers         | SP              | 15         | 0          | CS+CdL          | 0+2             | 0               | UCL                | 6                  | 0                  |             | -           | -           | 23     | 0      |
| 2023-2024       | Rangers         | SP              | 5          | 0          | SC+CdL          | 1+0             | 0               | UCL+UEL            | 0                  | 0                  | -           | -           | -           | 6      | 0      |
| 2024-feb. 2025  | Rangers         | SP              | 2          | 0          | CS+CdL          | 1+0             | 0               | UCL+UEL            | 0+2                | 0                  | -           | -           | -           | 5      | 0      |
| Totale Rangers  | Totale Rangers  | Totale Rangers  | 27         | 0          |                 | 7               | 0               |                    | 8                  | 0                  |             | -           | -           | 42     | 0      |
| feb.-giu. 2025  | Queen's Park    | SC              | 8          | 0          | CS              | 0               | 0               | -                  | -                  | -                  | SCC         | 0           | 0           | 8      | 0      |
| Totale carriera | Totale carriera | Totale carriera | 35         | 0          |                 | 7               | 0               |                    | 8                  | 0                  |             | -           | -           | 50     | 0      |

## Palmarès

### Club

#### Competizioni nazionali
- Campionato scozzese: 1

Rangers: 2020-2021
- Coppa di Scozia: 1

Rangers: 2021-2022
- Coppa di Lega scozzese: 1

Rangers: 2023-2024